# ヒッピー・ヒッピー・シェイク
「ヒッピー・ヒッピー・シェイク」（Hippy Hippy Shake）は、チャン・ロメオの楽曲である。1959年9月にシングル盤として発売されたが、シングルチャートに入ることはなかった。1963年にスウィンギング・ブルー・ジーンズによるカバー・バージョンが発売され、全英シングルチャートで最高位2位、Billboard Hot 100で最高位24位を記録した。また、ビートルズも活動初期のライブやBBCラジオの番組などで本作をカバーしている。
2011年に公開された映画『X-MEN:ファースト・ジェネレーション』でサウンドトラックとして使用された。

## クレジット（チャン・ロメオ版）
※出典
- チャン・ロメオ（英語版） - ボーカル、ギター
- バーニー・ケッセル - リズムギター
- アーヴィング・アシュビー（英語版） - アップライトベース
- レナ・ホール（英語版） - エレクトリックベース
- アール・パーマー - ドラムス

## スウィンギング・ブルー・ジーンズによるカバー
1963年にスウィンギング・ブルー・ジーンズのカバー・バージョンがシングル盤として発売された。B面にはレイ・エニス作の「ナウ・アイ・マスト・ゴー」を収録。スウィンギング・ブルー・ジーンズによるカバー・バージョンは、原曲よりもテンポがやや速いアレンジとなっている。
イギリスでは1963年12月6日に発売され、1963年12月12日付の全英シングルチャートで初登場41位を記録したのち、1964年1月23日付の同チャートで最高位2位を記録した。アメリカでは1964年2月に発売され、Billboard Hot 100で最高位24位を記録した。なお、本作はスウィンギング・ブルー・ジーンズのシングル作品で、初めてイギリスとアメリカの両国のシングルチャート入りを果たした作品であり、バンドの最大のヒット作となった。
1964年にアメリカで発売された同名のオリジナル・アルバムに収録されたが、イギリスで発売されたオリジナル・アルバムには未収録となっていた。これにより、イギリスでは1978年に発売された『スウィンギング・ブルージーンズ ベスト』をはじめとしたコンピレーション・アルバムにのみ収録されている。
スウィンギング・ブルー・ジーンズによるカバー・バージョンは、『エンジェルズ』（1994年）や『ヤギと男と男と壁と』（2009年）などの映画作品でサウンドトラックとして使用された。

### クレジット（スウィンギング・ブルー・ジーンズ版）
- レイ・エニス - ボーカル、リードギター
- ラルフ・エリス - ギター
- レス・ブレイド - ベース
- ノーマン・クールク - ドラム

### チャート成績
| チャート (1964年)                 | 最高位 |
| --------------------------------- | ------ |
| オランダ (Single Top 100)         | 5      |
| ドイツ (GfK Entertainment charts) | 9      |
| ノルウェー (VG-lista)             | 1      |
| UK シングルス (OCC)               | 2      |
| US Billboard Hot 100              | 24     |

## ビートルズによるカバー
ビートルズは、1960年代初期よりライブのレパートリーに「ザ・ヒッピー・ヒッピー・シェイク」を加えていて、1977年に発売の『デビュー! ビートルズ・ライヴ'62』に当時のライブ音源が収録されている。その後5回にわたって本作のカバー・バージョンを録音している。リード・ボーカルは、ポール・マッカートニーが担当した。
1963年3月16日にロンドンにあるブロードキャスティング・ハウスでライブ録音された。5月24日にロンドンにあるイオリアン・ホールで『Pop Go The Beatles』用に2度目のレコーディングが行なわれ、6月4日に放送された。7月10日に『Pop Go The Beatles』用に演奏が録音され、同月30日に放送された。1994年に発売された『ザ・ビートルズ・ライヴ!! アット・ザ・BBC』にこの時の音源が収録された。
その後、9月3日に再び同番組用に演奏が録音され、同月10日に放送された。この時の音源が2013年に発売された『オン・エア〜ライヴ・アット・ザ・BBC Vol.2』に収録された。1964年1月7日に『Saturday Club』用に5回目のレコーディングが行なわれ、2月15日に放送された。

### クレジット（ビートルズ版）
※出典
- ポール・マッカートニー - ボーカル、ベース（ヘフナー・500-1）
- ジョン・レノン - リズムギター（リッケンバッカー・325）
- ジョージ・ハリスン - リードギター（グレッチ・デュオ・ジェット）
- リンゴ・スター - ドラム（ラディック・オイスター・ブラック・パール）

## その他のアーティストによるカバー
- マッド（英語版） - 1974年に発売されたアルバム『Mud Rock』に収録[16]。
- ジョージア・サテライツ（英語版） - 1988年にシングル盤として発売され、Billboard Hot 100では最高位45位[17]、Mainstream Rock Songsでは最高位13位を獲得した[18]。同年に公開された映画『カクテル』でサウンドトラックとして使用された[19]。
- ジェシー&ザ・リッパーズ[注釈 1] - ABCテレビで放送された『フルハウス』の第6シーズン第23話「ラブリー・ホリデー（前編）」（The House Meets the Mouse）で演奏。2013年に放送された『レイト・ナイト・ウィズ・ジミー・ファロン』でも演奏された[20]。